# باول إيبرت
باول إيبرت هو ممثل كندي، ولد في 28 مايو 1924 في ثيتفورد ماينز في كندا، وتوفي في 20 أبريل 2017 في مدينة كيبك في كندا. من الجوائز التي نالها جائزة دينيس بيليتييه ‏.

## جوائز
- جائزة دينيس بيليتييه [الإنجليزية]‏

## وصلات خارجية
- باول إيبرت على موقع IMDb (الإنجليزية)
- باول إيبرت على موقع ألو سيني (الفرنسية)
- باول إيبرت على موقع أول موفي (الإنجليزية)
- باول إيبرت على موقع قاعدة بيانات الأفلام السويدية (السويدية)
- باول إيبرت على موقع قاعدة بيانات الفيلم (الإنجليزية)
- باول إيبرت على موقع كينوبويسك (الروسية)
- باول إيبرت على موقع كينوبويسك (الروسية)